# Heden och Skansbacken
Heden och Skansbacken – miejscowość (tätort) w Szwecji, w regionie administracyjnym (län) Dalarna, w gminie Vansbro.
Według danych Szwedzkiego Urzędu Statystycznego liczba ludności wyniosła: 342 (31 grudnia 2015), 355 (31 grudnia 2018) i 348 (31 grudnia 2019).